# إريك تايلور (مغني)
إريك تايلور (بالإنجليزية: Eric Taylor)‏ هو مغني ومغن مؤلف أمريكي، ولد في 25 سبتمبر 1949 في أتلانتا في الولايات المتحدة.

## وصلات خارجية
- الموقع الرسمي
- إريك تايلور على موقع ميوزك برينز (الإنجليزية)
- إريك تايلور على موقع أول ميوزيك (الإنجليزية)
- إريك تايلور على موقع ديسكوغز (الإنجليزية)